# 吴恩惠
吴恩惠（1925年—2009年），男，奉天（今辽宁）绥中人，中国放射诊断学家，曾任天津医学院教授、博士生导师。